# Turzyca wrzosowiskowa
Turzyca wrzosowiskowa (Carex ericetorum Pollich) – gatunek byliny z rodziny ciborowatych. Występuje w strefie umiarkowanej Eurazji na obszarze od Hiszpanii i Wysp Brytyjskich po wschodnią Syberię. W Polsce rozpowszechniony na niżu, w górach nie rośnie, na pogórzu i w zachodniopomorskim jest rzadki.

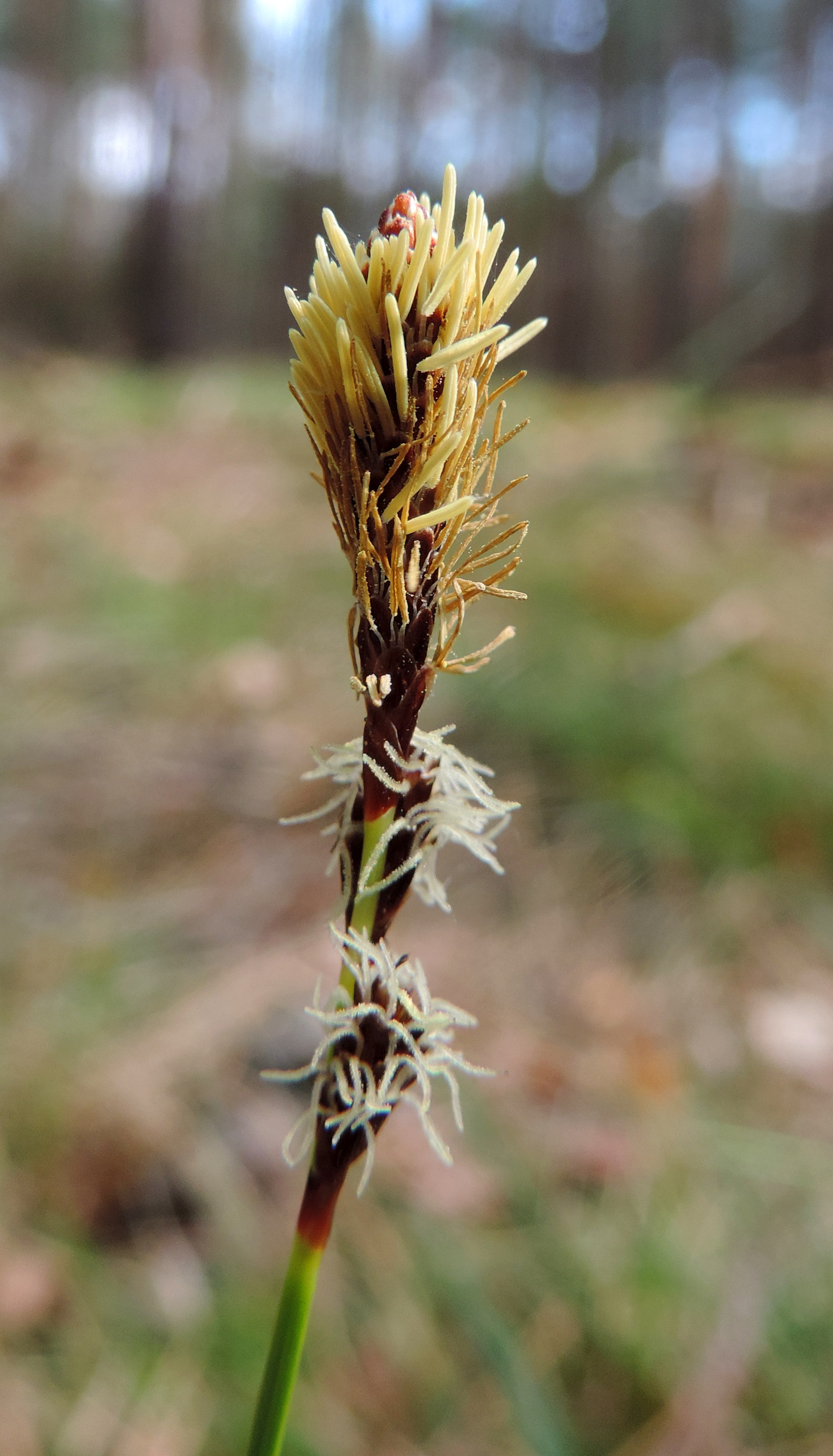
Kłoski z kwiatami

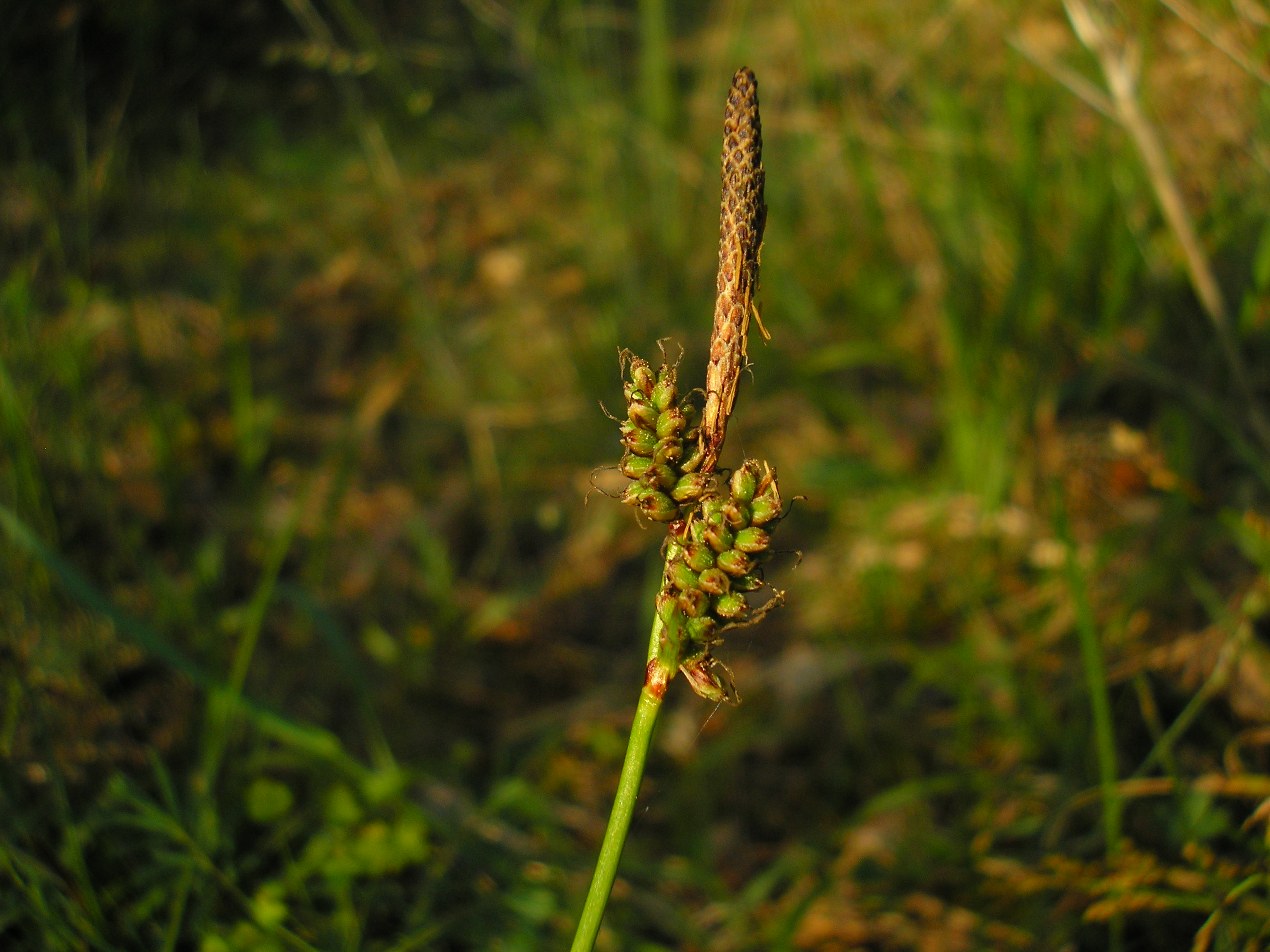
Kłoski z owocami